# Oxxio
Oxxio is een Nederlandse energieleverancier die actief is sinds 2000. Het bedrijf is sinds 2011 onderdeel van de Eneco Groep. Oxxio levert groene stroom en gas aan particuliere klanten. Oxxio positioneert zich in het prijsvechtersegment.

## Geschiedenis
Onderdelen van Oxxio zijn sinds 2000 op de Nederlandse elektriciteitsmarkt actief. Oxxio bestaat tot 2005 uit drie verschillende merken: Energiebedrijf.com, opgericht in 2000, daarnaast Durion (onderleverancier van Energiebedrijf.com), in 2001 opgericht als Our Energy en in 2003 overgenomen en tevens Evolta, opgericht in 2002 en overgenomen in 2004. In juni 2005 wordt Oxxio voor 137 miljoen euro overgenomen door het Britse energieconglomeraat Centrica.. Daarmee is de aanvankelijk geambieerde en reeds op stapel staande beursgang van de baan.
In september 2005 zet Oxxio een meetbedrijf op en implementeert een officieel meetsysteem. Geen enkel meetbedrijf in de markt zet op dat moment nog zo actief in op de slimme meter. Oxxio wil met de slimme meter de dienstverlening naar de klant toe verbeteren en hem voorzien van betere producten op het gebied van energielevering. Naar eigen zeggen worden in de eerste maanden al direct 30.000 slimme meters aangevraagd.
Eind 2007 neemt Oxxio de in 2007 opgerichte energieleverancier Go-energy over.
Oxxio opereert zelfstandig onder de vlag van Centrica. Voor Centrica dient het Nederlandse energiebedrijf als basis voor verdere groei in Noordwest-Europa. Centrica kondigt in juli 2009 aan naar een nieuwe eigenaar voor Oxxio op zoek te gaan, om zo de verdere plannen van Oxxio gestalte te kunnen geven.
In maart 2011 toont Eneco Groep belangstelling voor een overname. De overname wordt goedgekeurd door de Nederlandse Mededingingsautoriteit en de verkoop is in het tweede kwartaal van 2011 afgerond. Bij de overname in 2011 heeft het ruim 400.000 klanten in Nederland.
Oxxio is in 2015 verhuisd van het eigen onderkomen in Hilversum naar het kantoor van Eneco Groep te Rotterdam en functioneert voort als zelfstandig bedrijf en onder eigen leveringsvergunningen.

## Centrale
Oxxio en Intergen hebben medio 2007 contracten voor de 425MW Maasstroom Energie-centrale getekend. De bouw van de aardgascentrale door Siemens begon op 3 april 2008, in de tweede helft van mei 2010 was de centrale operationeel. Hij wordt beheerd door de Amerikaanse eigenaar Intergen, en kan voor ongeveer tachtig procent van de Oxxio-klanten elektriciteit leveren. Bij het TenneT-schakelstation Simonshaven is de centrale aan het 380kV-hoogspanningsnet aangesloten. Oxxio en Intergen hebben een zogenaamd tolling agreement gesloten, wat inhoudt dat Oxxio het gas levert en de stroom afneemt en Intergen voor elke opgewekte MWh betaalt. Dit contract loopt tot mei 2030. Omdat het contract met het ex-moederbedrijf Centrica was afgesloten, is dit niet met de verkoop aan Eneco meegenomen.
Daarnaast koopt Oxxio groene energie in en koopt garanties van oorsprong bij andere duurzame energieproducenten.

## In het nieuws
Oxxio is een aantal jaar geleden in het nieuws geweest vanwege problemen die consumenten ondervonden met het opzeggen van de energielevering. Onder andere het programma Kassa besteedde er aandacht aan. Een voorloper van Oxxio, Durion, had van de Directie Toezicht Energie DTe een boete van €220.000 opgelegd gekregen voor misleidende handelspraktijken. Deze boete moest Oxxio na de overname van Durion voldoen. Eerder waren er in 2002 al problemen doordat klanten die na telefonisch benaderd te zijn akkoord gingen met het aanvragen van informatie in plaats daarvan een overeenkomst opgestuurd kregen, die automatisch inging tenzij ze er op reageerden. Vanwege de slechte publiciteit werd in 2003 de naam Our Energy vervangen door Durion, maar de problemen bleven.
Op 20 november 2007 bracht het dagblad De Pers op de voorpagina het verslag van interviews met drie ex-medewerkers van Oxxio's callcenter die meldden dat de problemen die klanten ondervonden het gevolg waren van bewust handelen van Oxxio, maar al de volgende dag rectificeerde De Pers dit bericht. Op 13 december verklaarde Minister van Economische Zaken van der Hoeven tijdens kamervragen dat de beschuldigingen jegens Oxxio niet op feiten berustten. Dit bleek na verificatie door de DTe.
Op 30 juli 2009 maakte het Britse moederbedrijf Centrica bekend dat het van plan was zijn bedrijven op het Europese continent, waaronder Oxxio, te verkopen. Op 24 maart 2011 deelde het Nederlandse energiebedrijf Eneco mede dat het met Centrica overeenstemming had bereikt over de overname van Oxxio voor een prijs van € 72 miljoen. Oxxio zal als afzonderlijk merk blijven opereren.